# Wilhelm Schneidewind
Wilhelm Schneidewind (* 22. Juni 1860 in Osterweddingen; † 18. April 1931 in Halle an der Saale) war ein deutscher Agrikulturchemiker.

## Leben
Als Sohn eines Gutsbesitzers studierte Schneidewind ab 1882 an der Friedrichs-Universität Halle, der Albert-Ludwigs-Universität Freiburg, der Universität Rostock und der Georg-August-Universität Göttingen Naturwissenschaften, insbesondere Chemie. Er wurde Mitglied des Corps Palaiomarchia und des Corps Rhenania Freiburg. 1888 wurde er in Göttingen promoviert. Anschließend war er Assistent und Abteilungsvorsteher der Agrikulturchemischen Versuchsstation in Halle (Saale). 1902 wurde er als Nachfolger Max Maerckers Direktor dieser Station. Gleichzeitig übernahm er die Professur für Agrikulturchemie an der Universität Halle. 1925 trat er in den Ruhestand. Er ist auf dem halleschen Stadtgottesacker bestattet.

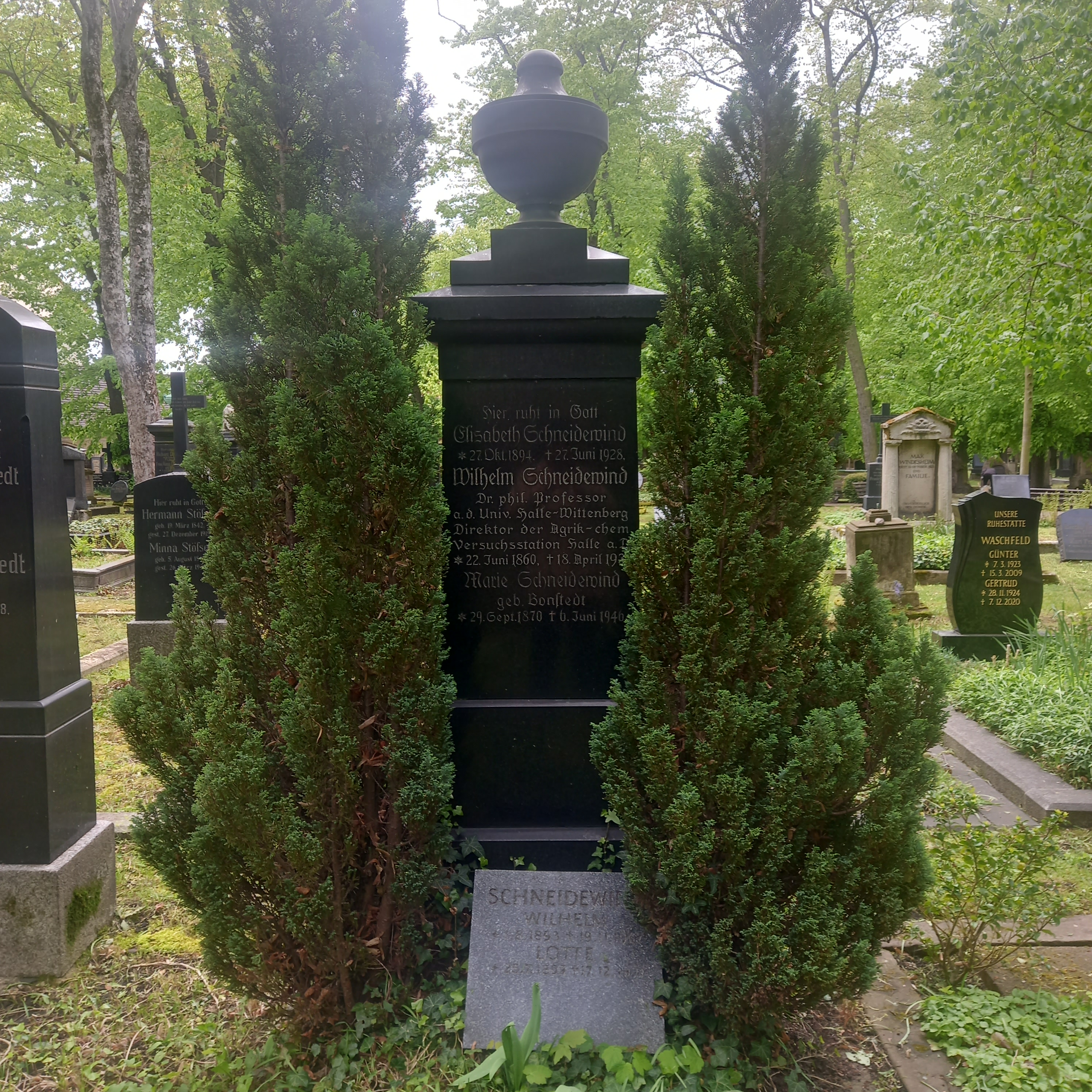
Das Grab von Wilhelm Schneidewind und seiner Ehefrau Marie geborene Bonstedt auf dem Stadtgottesacker in Halle

## Forschungsleistungen
Zu den Hauptarbeitsgebieten Schneidewinds gehörten umfangreiche analytische Tätigkeiten, Bewertung von Dünge- und Futtermitteln, Saatgut, Milch- und Molkereiprodukten, sowie Untersuchungen von Böden, Wasser und landwirtschaftlichen Kulturpflanzen. Sein bevorzugtes Interesse galt jedoch den Fragen der Pflanzenernährung und Düngung. Auf der Versuchswirtschaft Lauchstädt legte er 1902 gemeinsam mit seinem Administrator W. Gröbler einen Feld-Düngungsversuch an mit dem Ziel, die langfristige Wirkung von organischer und mineralischer Düngung auf die Erträge der Kulturpflanzen, die Qualität der Ernteprodukte und die Bodenfruchtbarkeit zu erforschen. Unter der Bezeichnung Statischer Düngungsversuch Bad Lauchstädt gehört dieser Versuch zu den bedeutendsten Dauerfeldversuchen der Welt.
Die meisten Ergebnisse seiner Düngungsversuche hat Schneidewind gemeinsam mit anderen Mitarbeitern in der Heft-Reihe Arbeiten der Deutschen Landwirtschafts-Gesellschaft veröffentlicht (1908–1923). Zahlreiche seiner praxisorientierten Beiträge erschienen in den von ihm herausgegebenen Berichte über die Versuchswirtschaft Lauchstädt der Landwirtschaftskammer für die Provinz Sachsen (1902–1925).
Sein wissenschaftliches Lebenswerk krönte Schneidewind mit dem Lehrbuch Die Ernährung der landwirtschaftlichen Kulturpflanzen, das erstmals 1915 erschien und von dem bis 1928 fünf weitere Auflagen folgten. Es wurde von Wissenschaftlern, Studierenden der Landwirtschaft und auch von Landwirten hochgeschätzt und war vor allem in der Zeit zwischen den beiden Weltkriegen eines der maßgebenden Standardwerke über Pflanzenernährung und Düngung.

## Hauptwerke
- Die Kalidüngung auf besserem Boden. Verlag Paul Parey Berlin 1905; 2. Aufl. 1905; ab 3. Aufl. 1910 unter dem Titel Die Kalidüngung; 4. Aufl.1922.
- Die Stickstoffquellen und die Stickstoffdüngung. Verlag Paul Parey Berlin 1908.
- Die Ernährung der landwirtschaftlichen Kulturpflanzen. Lehrbuch auf der Grundlage wissenschaftlicher Forschung und praktischer Erfahrung. Verlag Paul Parey Berlin 1915; 2. Aufl. 1917; 3. Aufl. 1918; 4. Aufl. 1921, 5. Aufl. 1922; 6. Aufl. 1928.

## Aufsätze
- Die Agrikulturchemie in: Philipp Zorn, Herbert von Berger (Schriftleitung): Deutschland unter Kaiser Wilhelm II., hrsg. v. Siegfried Körte, Friedrich Wilhelm von Loebell u. a. 3 Bände. R. Hobbing, Berlin 1914.